# Angéle de la Barthe
Angéle de la Barthe (1230 – 1275) va ser presumptament una dona de Tolosa, França, que va ser jutjada per bruixeria i va ser condemnada a mort per la Inquisició.
Ha estat popularment retratada com la primera persona a morir per bruixeria herètica durant les persecucions de bruixes medievales. Recents estudiosos han demostrat que la seva història i el seu judici van ser fabricats per un escriptor del segle xv.
Segons el relat del seu judici, va ser acusada per l'inquisidor Hugues de Beniols (cap suprem de la Inquisició de Tolosa) de tenir relacions sexuals habituals amb el Diable i donar a llum, set anys abans als 53 anys, a un monstre amb el cap de llop i la cua de la serp. L'únic aliment del monstre va consistir en nadons, que van ser assassinats per ella mateixa o exhumats de les seves tombes d'esglésies llunyanes. Va confessar haver-se alimentat a nadons durant dos anys, abans que el monstre escapés a la meitat de la nit. També va confessar tenir comerç amb el dimoni i de ser un assistent constant al Sabbat. Hugues de Beniols no va preguntar si era veritat que durant dos anys havien desaparegut una gran quantitat de nadons. Finalment va ser considerada culpable i cremada amb vida a la Place Saint Stephen, a Tolosa.
Els estudiosos contemporanis han posat en dubte la veritat de la història, ja que no es menciona el seu judici en els registres de l'època de Tolosa. A més, el 1275 el congrés amb dimonis encara no era considerat com un delicte. En última instància, la crònica del segle xv des d'on deriva la seva història es considera fictícia.